# Буцни (Жмеринский район)
Буцни (укр. Буцні) — село на Украине, находится в Жмеринском районе Винницкой области.
Код КОАТУУ — 0520281606. Население по переписи 2001 года составляет 288 человек. Почтовый индекс — 23000. Телефонный код — 4341.
Занимает площадь 14,4 км².
В селе действует храм Рождества Пресвятой Богородицы Барского благочиния Винницкой и Барской епархии Украинской православной церкви.
До 17 июля 2020 года находилось в Барском районе Винницкой области.